# Зигзаг удачі
«Зигзаг удачі» (рос. «Зигзаг удачи») —  радянська кінокомедія Ельдара Рязанова, випущена 1968 року.

## Сюжет
Дія фільму відбувається в одному провінційному містечку. Молодий фотограф ательє «Соврєменнік» на ім'я Володимир Орєшников виграє в лотерею 10000 рублів. Тепер він зможе реалізувати свою давню мрію — купити камеру і стати професійним фотохудожником, а також разом зі своєю коханою Ольгою переїхати до Москви. Однак є деякі перешкоди на шляху реалізації бажань Володі. Щоб купити облігацію, він узяв 20 рублів з каси взаємодопомоги, якою завідував. Про це дізналися інші співробітники фотоательє і вирішили, що теж мають право на частину виграшу. У підсумку, всі сильно пересварилися, і лише Новий рік зміг примирити всіх.

## В ролях
| Євген Леонов        | ···· | Орєшников                 |
| Валентина Тализіна  | ···· | Алевтина                  |
| Євген Євстигнєєв    | ···· | Калачов                   |
| Ірина Скобцева      | ···· | Лідія Сергіївна           |
| Олексій Грибов      | ···· | Полотєнцев                |
| Готліб Ронінсон     | ···· | Чоловік Лідії Сергіївни   |
| Георгій Бурков      | ···· | Петя                      |
| Валентина Теличкіна | ···· | Оля                       |
| Світлана Старикова  | ···· | Іра                       |
| Борис Суслов        | ···· | Юра фотограф, чоловік Іри |

## Знімальна група
- Режисер-постановник — Ельдар Рязанов
- Сценарій — Еміль Брагінський, Ельдар Рязанов
- Оператор-постановник — Володимир Нахабцев
- Композитор — Андрій Петров
- Художники-постановники — Іпполіт Новодєрьожкін, Сергій Воронков
- Директор фільму — Станислав Лосєв